# Final de la Lliga de Campions de la UEFA de 2009

Logotip de la final.

La final de la Lliga de Campions de la UEFA de 2009 es va disputar el 27 de maig de 2009 a l'Estadi Olímpic de Roma. Era la 54a edició. La final la van disputar el FC Barcelona i el Manchester United FC, el conjunt blaugrana fou el guanyador i s'erigí així com a campió per tercera vegada en la seua història. Els golejadors van ser Samuel Eto'o i Leo Messi. L'àrbitre fou el suís Massimo Busacca.
Aquesta va ser la quarta final que es disputà a l'estadi de la capital italiana, les anteriors edicions havien estat el 1977, amb victòria del Liverpool FC, el 1984 amb victòria del Liverpool FC també, i el 1996 amb victòria de la Juventus FC.

## Antecedents

### FC Barcelona
El FC Barcelona disputava amb aquesta la seua sisena final de la màxima competició europea. El 1961 va perdre la famosa "final dels pals quadrats" a Berna davant el SL Benfica.
El 1986 davant el Steaua de Bucarest es repetia la mateixa sort a Sevilla en una fatídica tanda de penals. Finalment el 1992 a Wembley la història canvià i un gol de Ronald Koeman va suposar la primera Copa d'Europa de l'equip blaugrana contra la UC Sampdoria.
El 1994 el dream team va tornar a disputar una final a Atenes contra l'AC Milan, amb un dolorós 4-0 en contra.
Fins a la disputa d'aquesta final l'última aparició havia estat la de l'època de Frank Rijkaard el 2006 amb un resultat victoriós de 2-1 davant l'Arsenal Football Club a París.

### Manchester United
A diferència de la irregular trajectòria en les finals que exhibia el FC Barcelona el Manchester United FC havia guanyat les tres finals que havia disputat fins aquell moment. El 1968 s'estrenava davant l'SL Benfica. El 1999 es repetia la història amb una final no apta per a cardíacs disputada al Camp Nou contra el Bayern de Múnic, finalment com a vigent campió havia conquistat la seua tercera Copa d'Europa el 2008 davant el Chelsea FC a Moscou.

## Camí a Roma
El FC Barcelona hagué de disputar la ronda prèvia abans d'accedir a la fase de grups, ja que havia quedat classificat en tercera posició a la Lliga 2007/08. El Manchester United va accedir directament com a campió de la Premier League 2007/08.

### FC Barcelona

#### Tercera Ronda de qualificació
| 13 d'agost de 2008 - 20:45                   |     |              |                                                 |
| FC Barcelona                                 | 4-0 | Wisła Kraków | Camp Nou (Barcelona) Claudio Circhetta (Suïssa) |
| Eto'o 17' · Xavi 24' · Henry 49' · Eto'o 83' |     |              | Camp Nou (Barcelona) Claudio Circhetta (Suïssa) |

| 28 d'agost de 2008 - 20:45 |     |              |                                                   |
| Wisła Kraków               | 1-0 | FC Barcelona | Estadi Wisla (Cracòvia) Ľuboš Micheľ (Eslovàquia) |
| Cléber 52'                 |     |              | Estadi Wisla (Cracòvia) Ľuboš Micheľ (Eslovàquia) |

#### Fase de grups
El FC Barcelona estava enquadrat al grup C amb l'Sporting de Lisboa, el Xakhtar Donetsk i el FC Basel.
| Equip           | Pts | PJ | PG | PE | PP | GF | GC | DG  |
| --------------- | --- | -- | -- | -- | -- | -- | -- | --- |
| FC Barcelona    | 13  | 6  | 4  | 1  | 1  | 18 | 8  | +10 |
| Sporting Lisboa | 12  | 6  | 4  | 0  | 2  | 8  | 8  | +0  |
| Xakhtar Donetsk | 9   | 6  | 3  | 0  | 3  | 11 | 7  | +4  |
| FC Basel        | 1   | 6  | 0  | 1  | 5  | 2  | 16 | -14 |

| 16 de setembre de 2008 - 20:45          |     |                    |                                               |  |  |
| FC Barcelona                            | 3-1 | Sporting de Lisboa | Camp Nou (Barcelona) Laurent Duhamel (França) |  |  |
| Márquez 21' · Eto'o 60' (p.) · Xavi 87' |     | Tonel 72'          | Camp Nou (Barcelona) Laurent Duhamel (França) |  |  |

| 1 d'octubre de 2008 - 20:45 |     |                             |                                                    |  |  |
| Xakhtar Donetsk             | 1-2 | FC Barcelona                | RSK Olimpiyskiy (Donetsk) Howard Webb (Anglaterra) |  |  |
| Ilsinho 45'                 |     | Messi 87' · Messi 90' (+4') | RSK Olimpiyskiy (Donetsk) Howard Webb (Anglaterra) |  |  |

| 22 d'octubre de 2008 - 20:45 |     |                                                            |                                                         |
| FC Basel                     | 0-5 | FC Barcelona                                               | St. Jakob-Park (Basilea) Eric Braamhaar (Països Baixos) |
|                              |     | Messi 4' · Busquets 15' · Bojan 22' · Bojan 46' · Xavi 48' | St. Jakob-Park (Basilea) Eric Braamhaar (Països Baixos) |

| 4 de novembre de 2008 - 20:45 |     |              |                                                    |  |  |
| FC Barcelona                  | 1-1 | FC Basel     | Camp Nou (Barcelona) Alexandru Dan Tudor (Romania) |  |  |
| Messi 61'                     |     | Derdiyok 82' | Camp Nou (Barcelona) Alexandru Dan Tudor (Romania) |  |  |

| 26 de novembre de 2008 - 20:45 |     |                                                                       |                                                 |  |  |
| Sporting de Lisboa             | 2-5 | FC Barcelona                                                          | José Alvalade (Lisboa) Mateo Trefoloni (Itàlia) |  |  |
| Veloso 65' · Liédson 66'       |     | Henry 14' · Piqué 17' · Messi 49' · Caneira 67' (pp) · Bojan 73' (p.) | José Alvalade (Lisboa) Mateo Trefoloni (Itàlia) |  |  |

| 9 de desembre de 2008 - 20:45 |     |                                           |                                              |  |  |
| FC Barcelona                  | 2-3 | Xakhtar Donetsk                           | Camp Nou (Barcelona) Mike Riley (Anglaterra) |  |  |
| Sylvinho 59' · Busquets 83'   |     | Hladky 31' · Hladky 58' · Fernandinho 76' | Camp Nou (Barcelona) Mike Riley (Anglaterra) |  |  |

#### Vuitens de final
| 24 de febrer de 2009 - 20:45 |     |              |                                                  |  |  |
| Olympique Lyon               | 1-1 | FC Barcelona | Stade de Gerland (Lió) Wolfgang Stark (Alemanya) |  |  |
| Juninho 7'                   |     | Henry 67'    | Stade de Gerland (Lió) Wolfgang Stark (Alemanya) |  |  |

| 11 de març de 2009 - 20:45                                |     |                          |                                            |  |  |
| FC Barcelona                                              | 5-2 | Olympique Lyon           | Camp Nou (Barcelona) Tom Henning (Noruega) |  |  |
| Henry 25' · Henry 27' · Messi 40' · Eto'o 43' · Keita 90' |     | Makoun 44' · Juninho 48' | Camp Nou (Barcelona) Tom Henning (Noruega) |  |  |

#### Quarts de final
| 8 d'abril de 2009 - 20:45                            |     |                    |                                               |
| FC Barcelona                                         | 4-0 | FC Bayern de Múnic | Camp Nou (Barcelona) Howard Webb (Anglaterra) |
| Messi 9' · Eto'o 12' · Messi 38' · Thierry Henry 43' |     |                    | Camp Nou (Barcelona) Howard Webb (Anglaterra) |

| 14 d'abril de 2009 - 20:45 |     |              |                                                |  |  |
| FC Bayern de Múnic         | 1-1 | FC Barcelona | Allianz Arena (Múnic) Roberto Rosetti (Itàlia) |  |  |
| Ribéry 47'                 |     | Keita 78'    | Allianz Arena (Múnic) Roberto Rosetti (Itàlia) |  |  |

#### Semifinals
| 28 d'abril de 2009 - 20:45 |     |            |                                                |
| FC Barcelona               | 0-0 | Chelsea FC | Camp Nou (Barcelona) Wolfgang Stark (Alemanya) |
|                            |     |            | Camp Nou (Barcelona) Wolfgang Stark (Alemanya) |

| 6 de maig de 2009 - 20:45 |     |                   |                                                        |  |  |
| Chelsea FC                | 1-1 | FC Barcelona      | Stamford Bridge (Londres) Tom Henning Øvrebø (Noruega) |  |  |
| Essien 9'                 |     | Iniesta 90' (+3') | Stamford Bridge (Londres) Tom Henning Øvrebø (Noruega) |  |  |

### Manchester United

#### Fase de grups
El Manchester United quedà enquadrat al grup E amb el Vila-Real, l'Aalborg i el Celtic FC.
| Equip                | Pts | PJ | PG | PE | PP | GF | GC | DG |
| -------------------- | --- | -- | -- | -- | -- | -- | -- | -- |
| Manchester United FC | 10  | 6  | 2  | 4  | 0  | 9  | 3  | +6 |
| Vila-real CF         | 9   | 6  | 2  | 3  | 1  | 9  | 7  | +2 |
| Aalborg              | 6   | 6  | 1  | 3  | 2  | 9  | 14 | -5 |
| Celtic FC            | 5   | 6  | 1  | 2  | 3  | 4  | 7  | -3 |

| 17 de setembre de 2008 - 20:45 |     |           |                                                   |
| Manchester United FC           | 0-0 | Vila-Real | Camp Nou (Old Trafford) Wolfgang Stark (Alemanya) |
|                                |     |           | Camp Nou (Old Trafford) Wolfgang Stark (Alemanya) |

| 30 de setembre de 2008 - 20:45 |     |                                          |                                                           |
| Aalborg                        | 0-3 | Manchester United FC                     | Aalborg Stadion (Aalborg) Olegário Benquerença (Portugal) |
|                                |     | Rooney 22' · Berbàtov 55' · Berbàtov 79' | Aalborg Stadion (Aalborg) Olegário Benquerença (Portugal) |

| 21 d'octubre de 2008 - 20:45             |     |           |                                                        |
| Manchester United FC                     | 3-0 | Celtic FC | Old Trafford (Manchester) Frank de Bleeckere (Bèlgica) |
| Berbàtov 30' · Berbàtov 51' · Rooney 76' |     |           | Old Trafford (Manchester) Frank de Bleeckere (Bèlgica) |

| 5 de novembre de 2008 - 20:45 |     |                      |                                                    |  |  |
| Celtic FC                     | 1-1 | Manchester United FC | Celtic Park (Glasgow) Tom Henning Ovrebo (Noruega) |  |  |
| McDonald 13'                  |     | Giggs 84'            | Celtic Park (Glasgow) Tom Henning Ovrebo (Noruega) |  |  |

| 25 de novembre de 2008 - 20:45 |     |                      |                                                  |  |  |
| Vila-Real                      | 0-0 | Manchester United FC | El Madrigal (Vila-real) Roberto Rosetti (Itàlia) |  |  |
|                                |     |                      | El Madrigal (Vila-real) Roberto Rosetti (Itàlia) |  |  |

| 10 de desembre de 2008 - 20:45 |     |                                |                                                    |  |  |
| Manchester United FC           | 2-2 | Aalborg                        | Old Trafford (Manchester) Laurent Duhamel (França) |  |  |
| Tévez 3' · Rooney 52'          |     | Jakobsen 31' · Curth 45' (+2') | Old Trafford (Manchester) Laurent Duhamel (França) |  |  |

#### Vuitens de final
| 24 de febrer de 2009 - 20:45 |     |                      |                                                   |  |  |
| Inter de Milà                | 0-0 | Manchester United FC | Giuseppe Meazza (Milà) Medina Cantalejo (Espanya) |  |  |
|                              |     |                      | Giuseppe Meazza (Milà) Medina Cantalejo (Espanya) |  |  |

| 11 de març de 2009 - 20:45       |     |               |                                                     |
| Manchester United FC             | 2-0 | Inter de Milà | Old Trafford (Manchester) Wolfgang Stark (Alemanya) |
| Vidić 4' · Cristiano Ronaldo 49' |     |               | Old Trafford (Manchester) Wolfgang Stark (Alemanya) |

#### Quarts de final
| 7 d'abril de 2009 - 20:45 |     |                                              |                                                   |
| Manchester United FC      | 2-2 | FC Porto                                     | Old Trafford (Manchester) Konrad Plautz (Àustria) |
| Rooney 5' · Tévez 85'     |     | Cristian Rodríguez 5' · Mariano (futbol) 89' | Old Trafford (Manchester) Konrad Plautz (Àustria) |

| 15 d'abril de 2009 - 20:45 |     |                      |                                                    |
| FC Porto                   | 0-1 | Manchester United FC | Estádio do Dragão (Porto) Massimo Busacca (Suïssa) |
|                            |     | Cristiano Ronaldo 6' | Estádio do Dragão (Porto) Massimo Busacca (Suïssa) |

#### Semifinals
| 29 d'abril de 2009 - 20:45 |     |            |                                                       |
| Manchester United FC       | 1-0 | Arsenal FC | Old Trafford (Manchester) Claus Bo Larsen (Dinamarca) |
| O'Shea 17'                 |     |            | Old Trafford (Manchester) Claus Bo Larsen (Dinamarca) |

| 5 de maig de 2009 - 20:45 |     |                                                         |                                                     |  |  |
| Arsenal FC                | 1-3 | Manchester United FC                                    | Emirates Stadium (Londres) Roberto Rosetti (Itàlia) |  |  |
| Van Persie 76' (p.)       |     | Park 8' · Cristiano Ronaldo 11' · Cristiano Ronaldo 61' | Emirates Stadium (Londres) Roberto Rosetti (Itàlia) |  |  |

## La Final

### Detalls
| FC Barcelona          | 2 – 0   | Manchester United FC |
| --------------------- | ------- | -------------------- |
| Eto'o 10' · Messi 70' | Informe |                      |

| Barcelona | Manchester United |

| FC Barcelona:   |    |                   |     |       |
|                 |    |                   |     |       |
| POR             | 1  | Víctor Valdés     |     |       |
| LD              | 5  | Carles Puyol (c)  |     |       |
| DEF             | 24 | Yaya Touré        |     |       |
| DEF             | 3  | Gerard Piqué      | 16' |       |
| LE              | 16 | Sylvinho          |     |       |
| MC              | 28 | Sergio Busquets   |     |       |
| MC              | 6  | Xavi              |     |       |
| MC              | 8  | Andrés Iniesta    |     | 90+2' |
| DVD             | 10 | Lionel Messi      |     |       |
| DVE             | 14 | Thierry Henry     |     | 72'   |
| DVC             | 9  | Samuel Eto'o      |     |       |
| Substituts:     |    |                   |     |       |
| POR             | 13 | José Manuel Pinto |     |       |
| DEF             | 2  | Martín Cáceres    |     |       |
| DEF             | 46 | Marc Muniesa      |     |       |
| MC              | 15 | Seydou Keita      |     | 72'   |
| DAV             | 7  | Eiður Guðjohnsen  |     |       |
| DAV             | 11 | Bojan Krkić       |     |       |
| DAV             | 27 | Pedro Rodríguez   |     | 90+2' |
| Entrenador:     |    |                   |     |       |
| Josep Guardiola |    |                   |     |       |

| Manchester United: |    |                   |       |     |
|                    |    |                   |       |     |
| POR                | 1  | Edwin van der Sar |       |     |
| LD                 | 22 | John O'Shea       |       |     |
| DEF                | 5  | Rio Ferdinand     |       |     |
| DEF                | 15 | Nemanja Vidić     | 90+3' |     |
| LE                 | 3  | Patrice Evra      |       |     |
| MC                 | 8  | Anderson          |       | 46' |
| MC                 | 16 | Michael Carrick   |       |     |
| MC                 | 11 | Ryan Giggs (c)    |       | 75' |
| DVD                | 13 | Park Ji-Sung      |       | 66' |
| DVE                | 10 | Wayne Rooney      |       |     |
| DVC                | 7  | Cristiano Ronaldo | 78'   |     |
| Suplents:          |    |                   |       |     |
| POR                | 29 | Tomasz Kuszczak   |       |     |
| DEF                | 21 | Rafael da Silva   |       |     |
| MC                 | 23 | Jonny Evans       |       |     |
| MC                 | 17 | Nani              |       |     |
| MC                 | 18 | Paul Scholes      | 81'   | 75' |
| DAV                | 9  | Dimitr Berbàtov   |       | 66' |
| DAV                | 32 | Carlos Tévez      |       | 46' |
| Entrenador:        |    |                   |       |     |
| Sir Alex Ferguson  |    |                   |       |     |

|                              |
|                              |
| CAT                          |
| Campió FC Barcelona 3r títol |